# Chasseurs alpins
Chasseurs alpins (în română Vânători alpini) este infanteria montană de elită a Armatei Franceze. Membrii acestui corp militar sunt instruiți pentru a lupta pe teren muntos și în războiul urban.

## Istoric

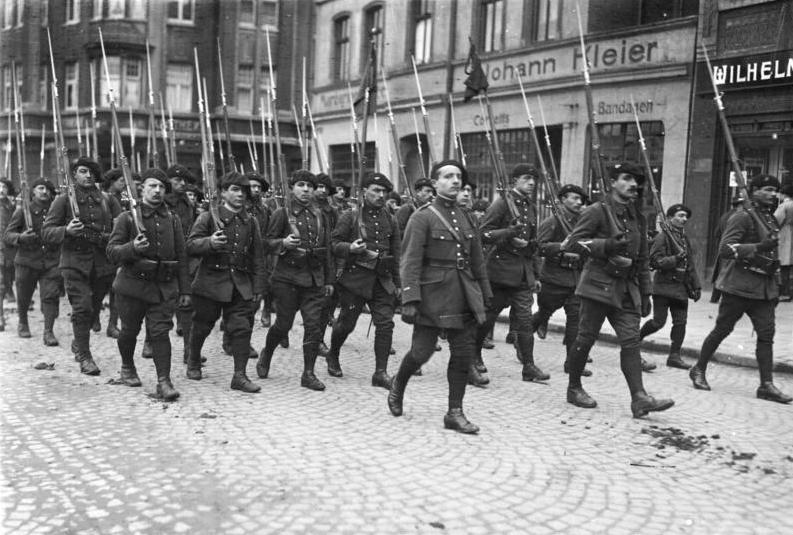
Vânători alpini defilând în timpul Ocupației Ruhrului în orașul Buer (azi Gelsenkirchen), 1923.

Franța și-a creat propriul corp de vânători de munte la sfârșitul secolului al XIX-lea, cu scopul de a face față oricărei invazii italiene prin Alpi. În perioada 1859-1870 a avut loc unificarea Italiei, fiind format un stat puternic. Armata Franceză a văzut această schimbare geopolitică ca pe o potențială amenințare la adresa frontierei sale alpine, mai ales datorită faptului că Armata Italiană organizase deja trupe specializate în războiul montan (Alpini). Pe 24 decembrie 1888 au fost înființate primele corpuri de troupes de montagne („trupe de munte”) din 12 batalioane de Chasseurs à Pied din cele 31 existente.
Inițial, aceste unități au fost numite Bataillons Alpins de Chasseurs à Pied („Batalioane alpine de vânători”). Mai târziu această denumire a fost scurtată în Bataillons de Chasseurs Alpins („Batalioane de vânători alpini”). Încă de la înființare Chasseurs Alpins purtau o uniformă simplă și practică proiectată pentru a fi potrivită în activitățile militare montane. Ea era formată dintr-o jachetă strânsă de culoare albastru închis și pantaloni scurți albastru-gri, plus o beretă mare cu însemne formate dintr-un corn galben de vânătoare. Ele sunt considerate a fi fost prima unitate militară regulată care a purtat această beretă.

## Unități moderne

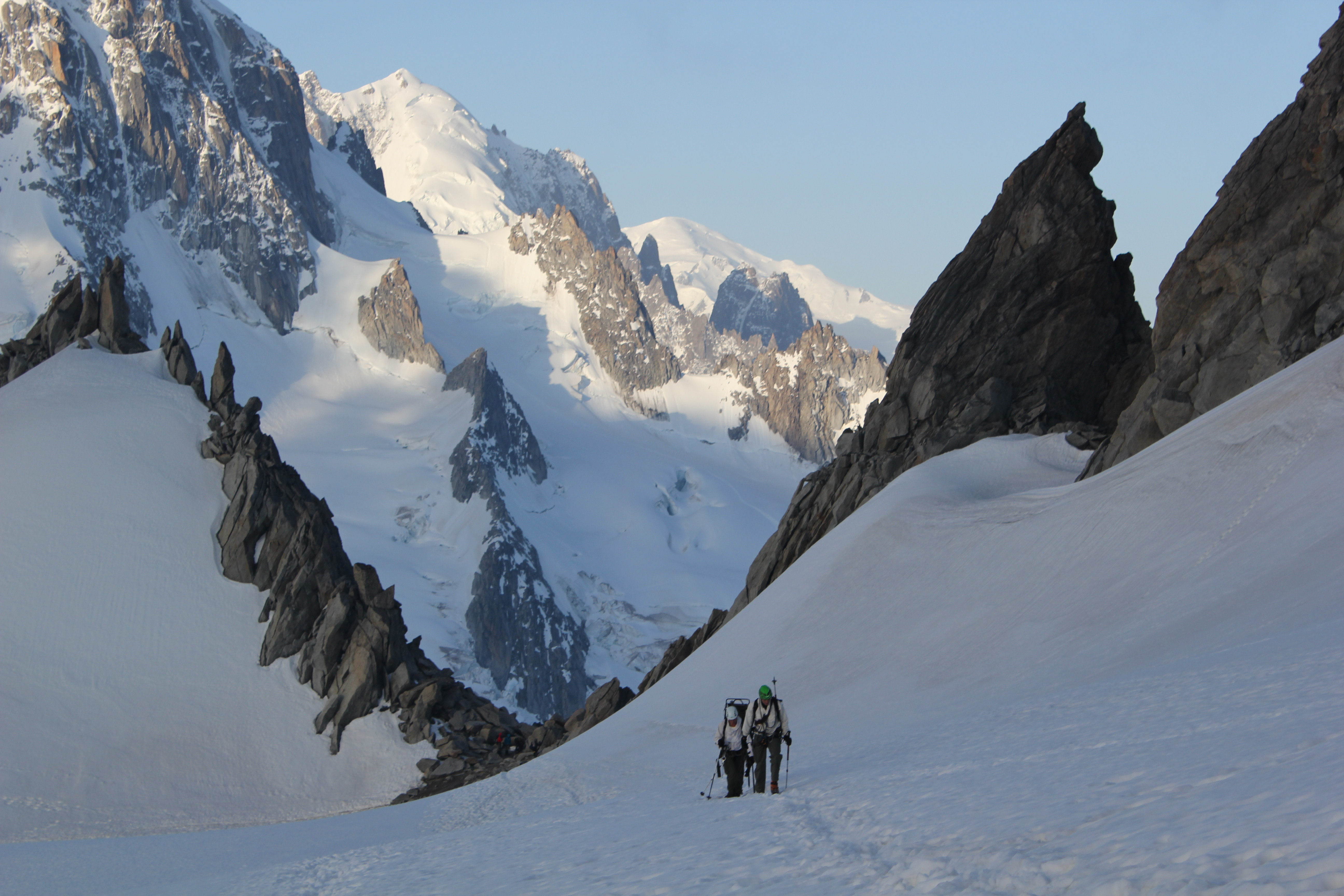
Pregătirea vânătorilor alpini în masivul Mont Blanc.

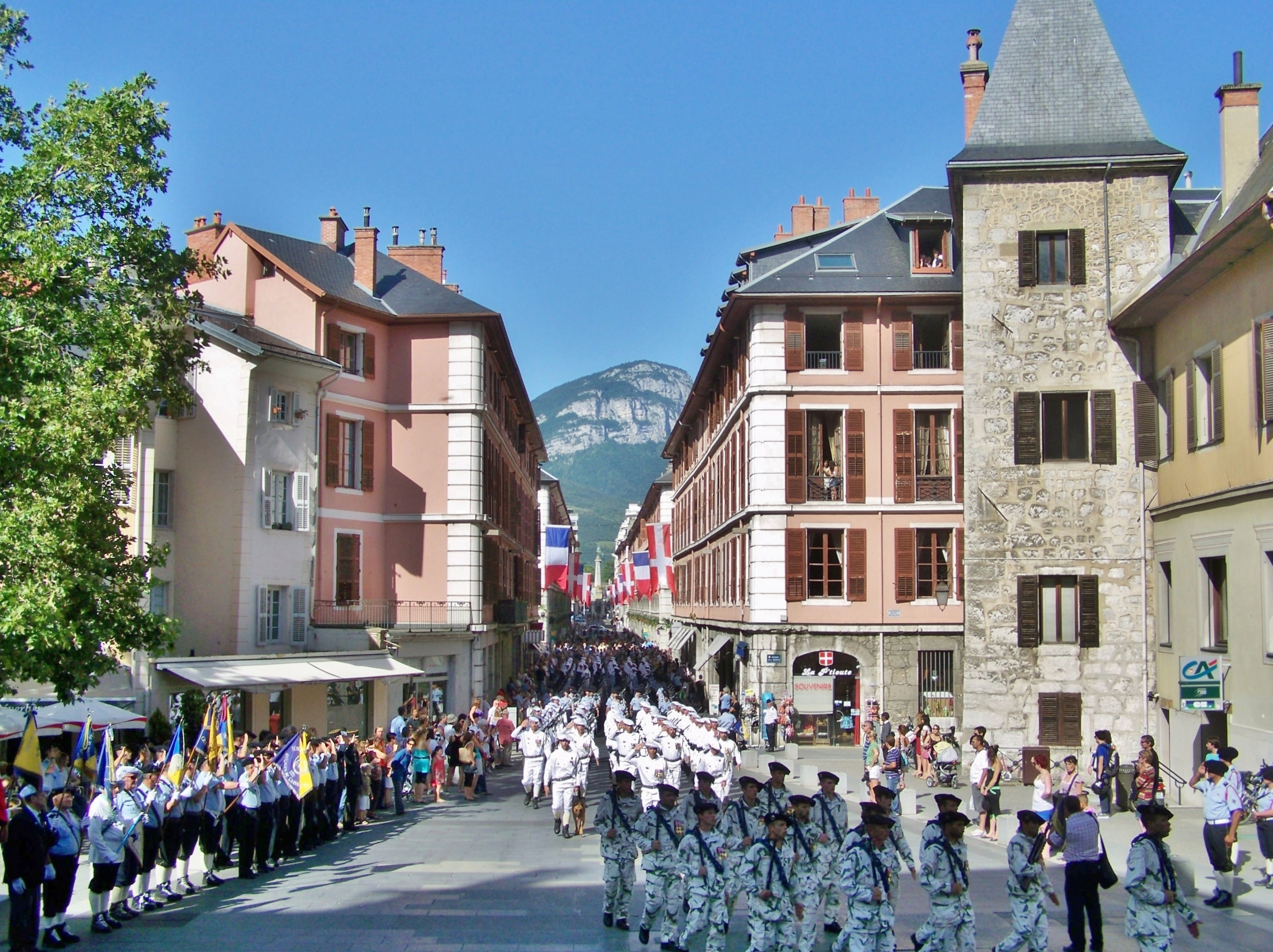
Batalionul 13 în Chambéry (Savoia)

Începând cu anul 1999 ele formează Brigada de Infanterie Montană 27 (Brigada d'Infanterie de Montagne) și sunt organizate în prezent în trei batalioane:
- Batalionul 7, Varces (Grenoble)
- Batalionul 13, Chambéry
- Batalionul 27, Cran-Gevrier (Annecy)

Toate cele trei batalioane au baze în orașe din Alpii francezi, care au dat astfel numele unităților.
Vânătorii alpini sunt cunoscuți în mod informal sub numele de Les diables bleus (diavolii albaștri). Monumente și memoriale ale unității, cum ar fi Memorialul vânătorilor alpini sunt marcate cu textul Aux Diables Bleus (Diavolilor albaștri).

## Cântece
Un vânător salută atunci când aude cântecul batalionului său sau Les Allobroges (imnul Savoiei). Fiecare batalion are un cântec și un vânător trebuie să învețe toate cântecele:
- 1er bataillon « Si l'septième de ligne a des couilles au cul, C'est qu'le Premier Chasseurs les lui a foutues ! »
- 2e bataillon « Le Commandant a mal aux dents, mes enfants ! » (bis)
- 3e bataillon « V'la l'troisième, v'la l'troisième, qui rapplique au galop, V'la l'troisième, v'la l'troisième, qui rapplique sac au dos ! »
- 4e bataillon « Quatrième bataillon, Commandant Clinchant, Toujours en avant ! »
- 5e bataillon « Cinquième Bataillon ventre à terre, Commandé par Certain Canrobert, en avant ! »
- 6e bataillon « Le sixième est là, il est un peu là ! »
- 7e bataillon « Bataillon, Bataillon, Bataillon de fer, Bataillon, Bataillon, Bataillon d'acier ».
- 8e bataillon « T'as beau courir, tu ne m'rattraperas pas ! » (bis)
- 9e bataillon « Marie, j'ai vu ton cul tout nu, Cochon, pourquoi le regardes-tu ? »
- 10e bataillon « Dixième Bataillon, Commandant Mac-Mahon, N'a pas peur du canon nom de nom »
- 11e bataillon « Onzième Bataillon de Chasseurs Alpins, Onzième Bataillon d'lapins »
- 12e bataillon « Ah c'qu'il est con, c'qu’il est con l'Douzième, Ah c'qu’il est con, c'qu’il est con c'con là ! »
- 13e bataillon « Sans pain, sans fricot, au treizième on n'boit que d'l'eau ! »
- 14e bataillon « La peau de mes roulettes pour une casquette, La peau de mes rouleaux pour un shako ! »
- 15e bataillon « Je fumerais bien une pipe, Mais je n’ai pas de tabac ! »
- 16e bataillon « Seizième Bataillon d'Chasseurs à pied, Seizième Bataillon d'Acier ! »
- 17e bataillon « Cré nom d'un chien, nous voilà bien partis, Cré nom d'un chien, nous voilà bien ! »
- 18e bataillon « Encore un biffin d'enfilé, rompez, Encore un biffin d'enfilé ! »
- 19e bataillon « Trou du cul, trou du cul plein de poils sales, Trou du cul, trou du cul poilu ! »
- 20e bataillon « Vingtième Bataillon, Commandant Cambriels, Les Chasseurs à pied ont des ailes ! »
- 21e bataillon « En voulez-vous des kilomètres ? En voilà ! »
- 22e bataillon « Encore un biffin de tombé dans la merde, Encore un biffin d'emmerdé ! »
- 23e bataillon « V'la le vingt-troisième, nom de Dieu, ça va barder ! »
- 24e bataillon « Tout le long du bois, j'ai baisé Jeannette, Tout le long du bois, j'l'ai baisé trois fois ! »
- 25e bataillon « Pas plus con qu'un autre nom de nom, Mais toujours autant ! » (ou content)
- 26e bataillon « Tu m'emmerdes et tu m'fais chier, tu m'dis ça c'est pour blaguer ! »
- 27e bataillon « Si vous avez des couilles, il faudra le montrer ! »
- 28e bataillon « Saut'Putten ; t'auras d'la saucisse, Saut'Putten, t'auras du boudin ! »
- 29e bataillon « C'est le Vingt-neuvième, qui n'a pas d'pain, Qui crève de faim, qui marche quand même ! »
- 30e bataillon « Il était un p'tit homme, Tout habillé de bleu, nom de Dieu ! » (ou sacrebleu)
- 31e bataillon « Trente-et-unième, l'dernier v'nu, Pas l'plus mal foutu ! »
- 32e bataillon « Si j'avais du pinard, j'en boirais bien une goutte, si j'avais du pinard j'en boirai bien un quart ! »
- 40e bataillon « Trou du cul de la reine des Hovas »

## Grade

Epoleți pentru diferite grade

### Gradați și subofițeri
- Chasseur (Vânător/Soldat)
- Chasseur de 1ère Classe (Vânător clasa 1/Soldat clasa 1)
- Caporal (Caporal)
- Caporal-Chef (Caporal-șef)
- Caporal-Chef de 1ère Classe (Caporal-șef clasa 1)
- Sergent (Sergent)
- Sergent-Chef (Sergent-șef)
- Adjudant (Adjutant)
- Adjudant-Chef (Adjutant-șef)
- Major (Sergent-major)

### Ofițeri
- Aspirant (Cadet/Aspirant)
- Sous-Lieutenant (Sublocotenent)
- Lieutenant (Locotenent)
- Capitaine (Căpitan)
- Commandant  (Maior)
- Lieutenant-Colonel (Locotenent-colonel)
- Colonel (Colonel)

Notă: Gradele de Brigadier și Maréchal des logis nu sunt utilizate în corpul vânătorilor alpini, deoarece el aparține infanteriei.

## Membri faimoși
- Albert Severin Roche

## Galerie

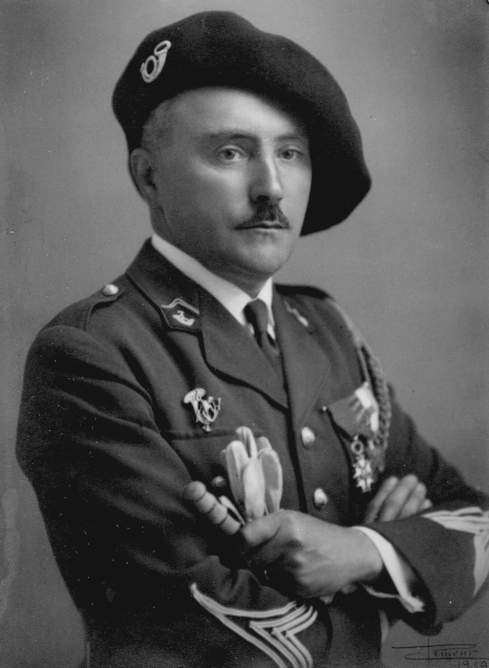
Comandantul Soutiras, ofițer de vânători alpini
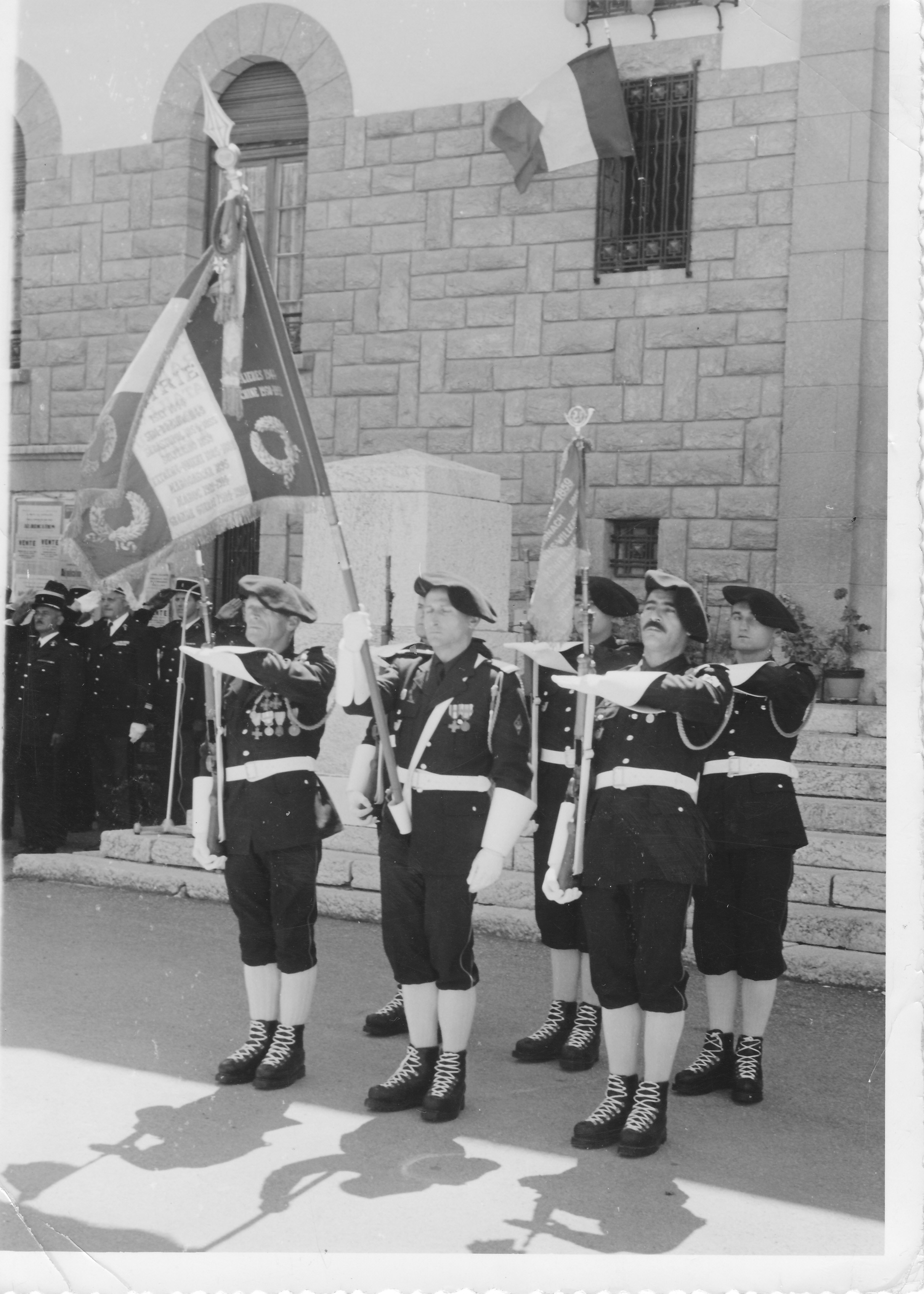
Stegari ai vânătorilor alpini (1970)
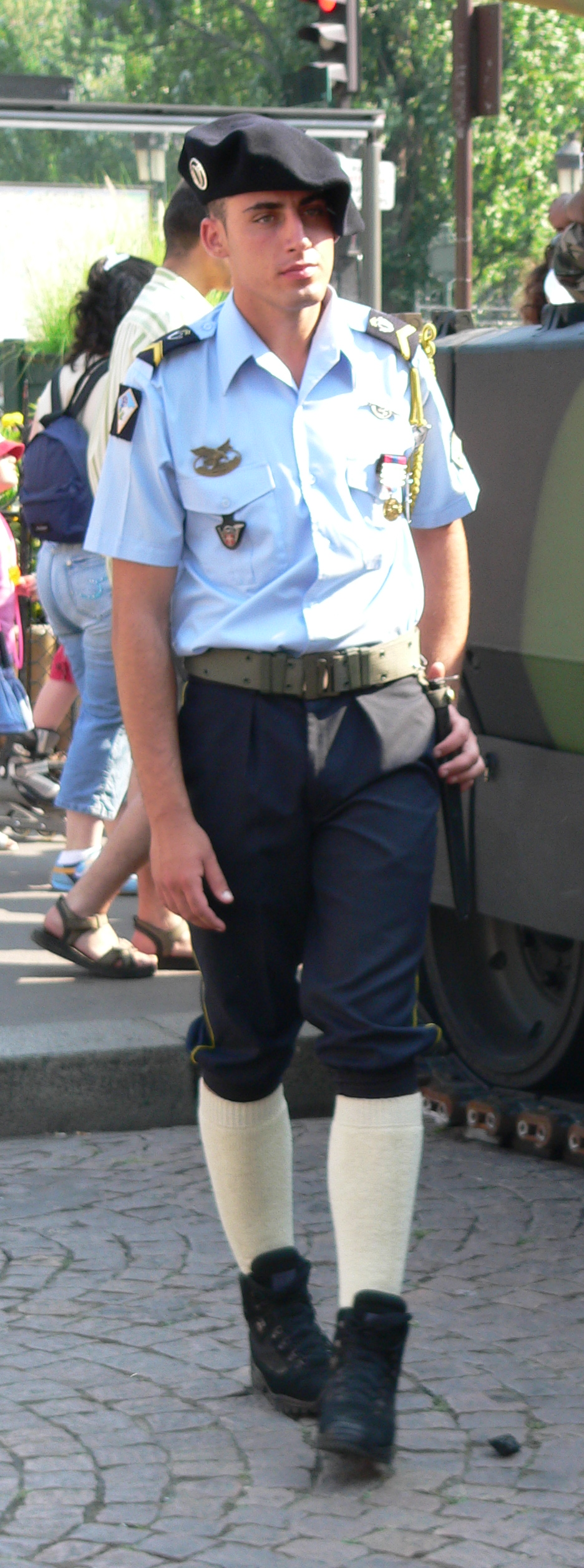
Uniformă de vânător alpin
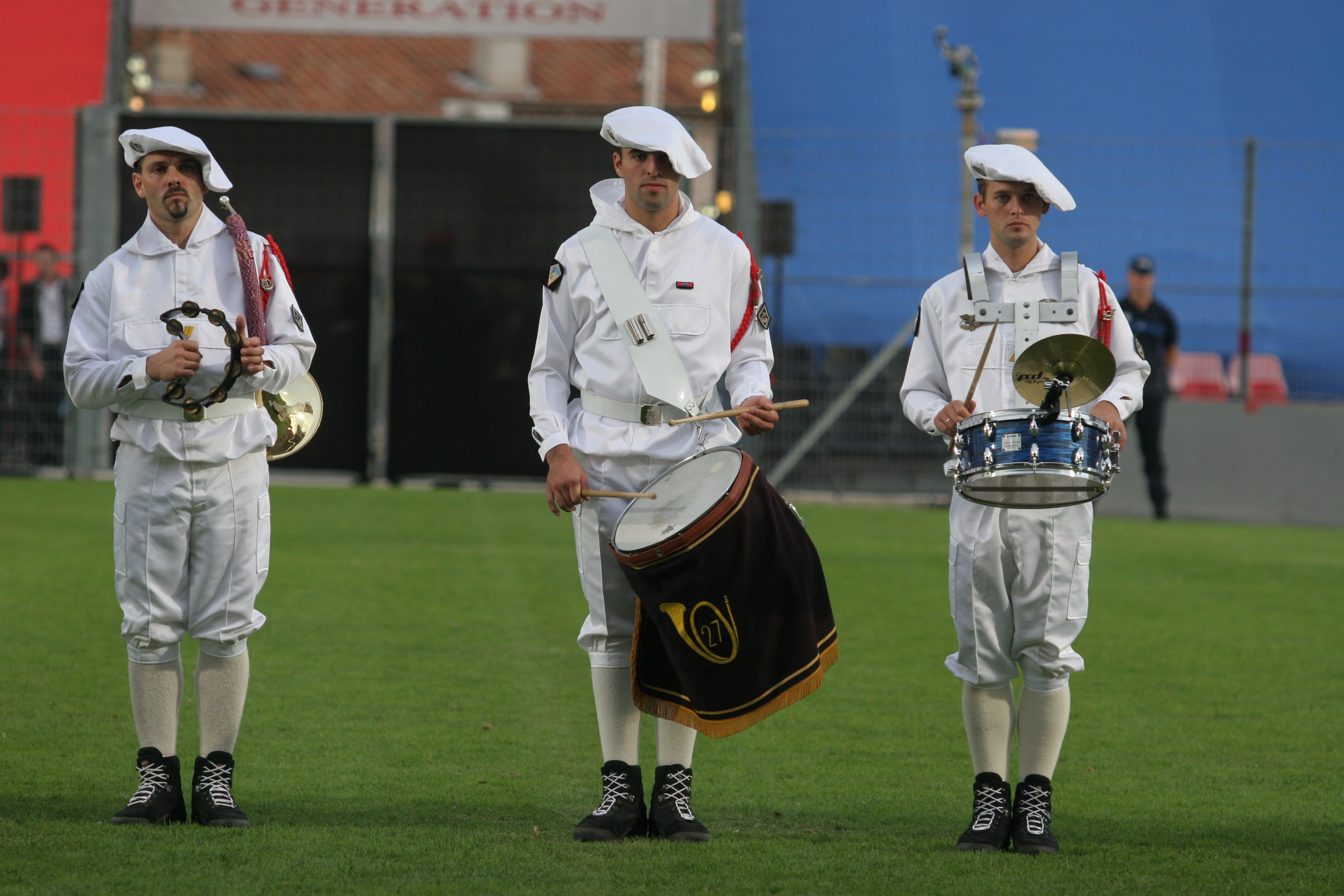
Soldați în uniforme de iarnă
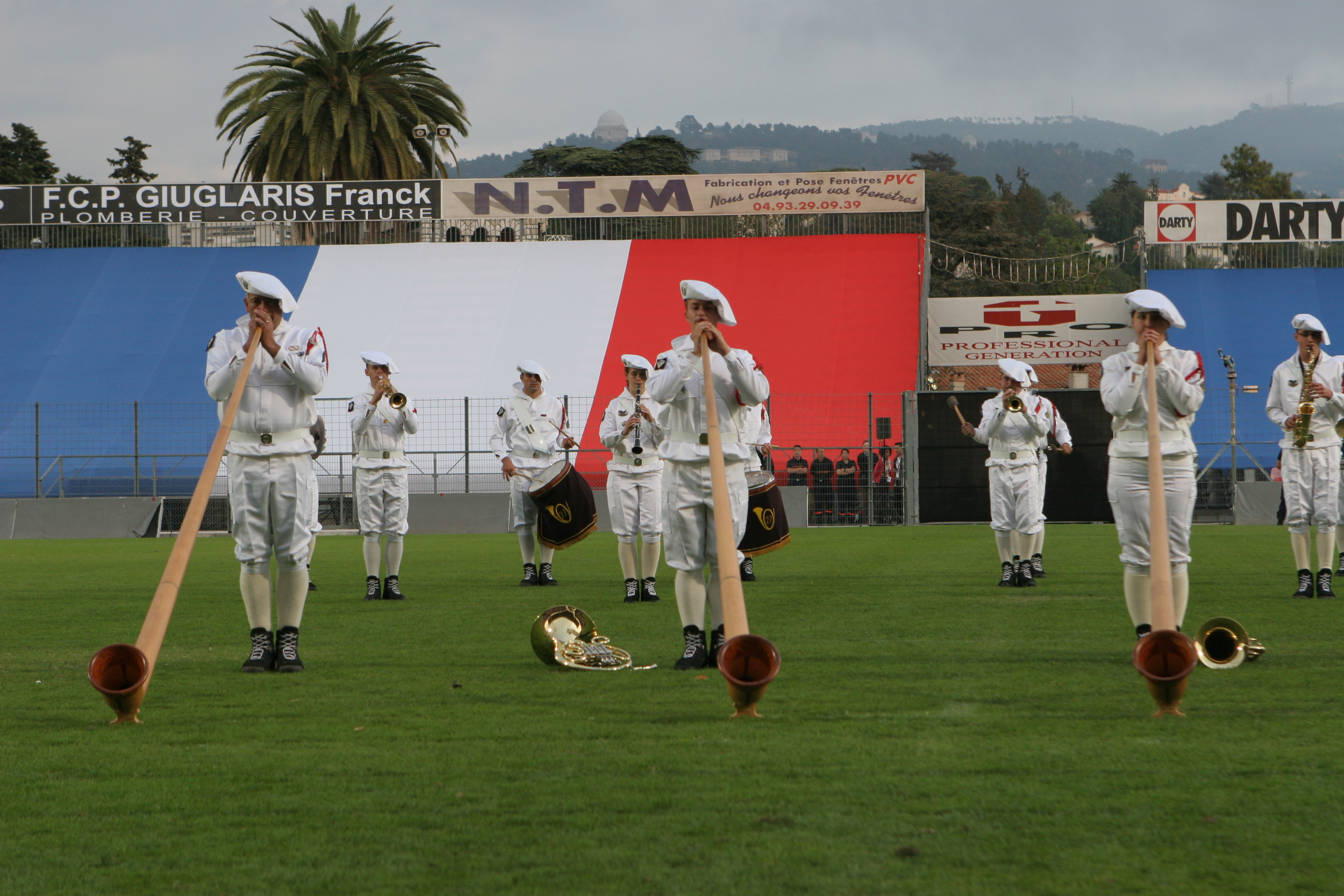
Fanfara vânătorilor alpini

## Legături externe
- 7e Bataillon de Chasseurs Alpins
- 13e Bataillon de Chasseurs Alpins
- 27e Bataillon de Chasseurs Alpins Arhivat în 24 septembrie 2016, la Wayback Machine.